# The Sarah Silverman Program
A The Sarah Silverman Program (Magyarországon a "The" szó nélkül vetítették) amerikai vígjátéksorozat, amelyet a címadó humorista-színész, Sarah Silverman alkotott, és főszereplője is volt. Magyarországon a Comedy Central mutatta be 2009. december 4-én.

## Cselekmény
Silverman saját magát alakítja a főszerepben, testvére, Laura Silverman a másodlagos főszereplő. Sarah egy rendkívül gyerekes, felelőtlen és munkanélküli nőt alakít. Az epizódok során a sértegetés is jellemző; Sarah ugyanis a családját, a barátait és idegeneket is sérteget. Olyan témák is szerepeltek a műsorban, mint az abortusz vagy a rasszizmus. Sarah mellett további főszereplők még a testvére, Laura; szomszédai, a homoszexuális Brian és Steve, Jay McPherson rendőr illetve Sarah kutyája, 
Doug. Különlegesség, hogy a kutya kivételével a színészek és a (főbb) karakterek keresztnevei megegyeznek. Az epizódokban gyakran akadnak énekes jelenetek is, illetve animált hátterek.

## Epizódok
Három évadot élt meg a műsor, 32 epizóddal. 22 perces egy epizód. 2009-ben a producerek és a sorozat készítői nem tudtak megegyezni a költségvetésben. A Comedy Central LMBT témájú társcsatornája, a Logo TV finanszírozta a harmadik évadot.

## Közvetítés
Amerikában 2007. február 1.-től 2010. április 15.-ig vetítette a Comedy Central, Magyarországon szintén ez a csatorna adta le a sorozatot 2009-ben. Az évek alatt lekerült a programjáról. Itthon angol nyelven sugározták, magyar felirattal, az éjszakai sávban.

## Fogadtatás
A vélemények alaposan megoszlottak a sorozatról Magyarországon és Amerikában egyaránt: voltak kritikusok, akik értékelték a sorozat csípős humorát, míg mások negatív jelzővel illették.